# William Markowitz
William Markowitz (Melč, 8 febbraio 1907 – Pompano Beach, 10 ottobre 1998) è stato un astronomo statunitense, noto soprattutto per i suoi contributi sulla standardizzazione del tempo.
La sua attività di ricerca si concentrò prevalentemente sulla velocità di rotazione della Terra e sul moto dei poli terrestri, del quale nel 1960 descrisse la deriva e la quota ciclica, con un periodo di 24 anni, che nel 1970 è stata denominata da M. G. Rochester oscillazione di Markowitz (Markowitz wobble).

## Biografia
William Markowitz nacque nel 1907 a Melč, nella Slesia austriaca (oggi nella Repubblica Ceca), dove sua madre si era recata dalla vicina Polonia. La famiglia emigrò dalla Polonia negli Stati Uniti nel 1910 e si stabilì a Chicago.
Conseguì il dottorato in astronomia nel 1931 presso l'Università di Chicago, sotto la guida di W. D. MacMillan. Insegnò alla Pennsylvania State University, prima di essere assunto dallo United States Naval Observatory nel 1936, dove entrò nel dipartimento per il segnale orario (time service in inglese) diretto da Paul Sollenberger e Gerald Clemence e del quale lui stesso diverrà successivamente direttore. 
Presso l'USNO sviluppò la scala del tempo effemeride che fu adottata come tempo internazionale standard dall'Unione Astronomica Internazionale nel 1952 su una proposta formulata da Clemence nel 1948. Successivamente, collaborò con Louis Essen in Inghilterra per calibrare l'appena sviluppato orologio atomico in termini del secondo effemeride. La frequenza fondamentale dell'orologio al cesio, che determinarono in 9192631770±20 Hz, è stata utilizzata per definire il secondo nel Sistema Internazionale dal 1967. Durante l'assemblea dell'Unione Astronomica Internazionale a Dublino nel 1955, propose il sistema di differenziazione - ancora in uso - del tempo universale nelle versioni UT0 (il tempo universale come direttamente calcolato in funzione della posizione delle stelle), UT1 (riportato al meridiano fisso, correggendo l'errore dovuto al moto del polo terrestre) e UT2 (con ulteriori correzioni per rimuovere gli effetti delle variazioni stagionali - estrapolate - della velocità di rotazione della Terra).
Dal 1955 al 1961 presiedette la commissione sul tempo dell'Unione Astronomica Internazionale e partecipò ai lavori dell'Associazione internazionale di geodesia e geofisica, dell'American Geophysical Union (AGU) e del Comitato consultivo per la definizione del secondo.
Dopo il suo pensionamento dall'USNO nel 1966, insegnò fisica alla Marquette University fino al 1972 e fu professore presso la Nova Southeastern University.